# Stadion Malwa w Czerniowcach
Stadion Malwa – stadion sportowy w Czerniowcach, na Ukrainie. Został otwarty 20 maja 1923 roku. Może pomieścić 2500 widzów.
Obiekt został zainaugurowany 20 maja 1923 roku. Do II wojny światowej był to stadion niemieckiego klubu Jahn Czerniowce. Przed I wojną światową klub ten grał w piłkę na łąkach w dzielnicach Horecea i Roșa, po wojnie, do czasu otwarcia własnego boiska, drużyna korzystała z tzw. „Boiska Polskiego” klubu Polonia Czerniowce. Pojemność obiektu po jego otwarciu szacowano na 1000 widzów, z czego 400 osób mogła pomieścić trybuna stadionu. W późniejszym czasie obiekt stopniowo rozbudowywano. Rekordową frekwencję na stadionie przed wojną zanotowano 31 sierpnia 1924 roku, kiedy to spotkanie drużyn reprezentujących miasta Czerniowce i Bukareszt obejrzało 6000 widzów. W latach 1924, 1925 i 1934 Jahn Czerniowce zostawał mistrzem Bukowiny; w latach 1924 i 1925 osiągał także półfinał rozgrywek o Mistrzostwo Rumunii. Obiekt przed wojną znany był jako „Jahnplatz”, po wojnie patronem stadionu było miejscowe przedsiębiorstwo produkujące pończochy, a obecnie nosi on nazwę „Malwa” i pełni rolę rezerwowego obiektu klubu Bukowyna Czerniowce.